# ويليام ر. شرايبر
ويليام ر. شرايبر (بالإنجليزية: William R. Schreiber)‏ هو سياسي أمريكي، ولد في 13 نوفمبر 1941 في منيابولس في الولايات المتحدة. حزبياً، نشط في الحزب الجمهوري. وقد انتخب عضو مجلس نواب مينيسوتا.